# 1685
1685. је била проста година.

## Догађаји

### Фебруар
- 6. фебруар — Џејмс II Стјуарт постаје краљ Енглеске, након смрти свог брата Чарлса II.

### Октобар
- 18. октобар — Француски краљ Луј XIV поништио је Нантски едикт и тиме лишио хугеноте верских и грађанских слобода које им је гарантовао краљ Анри IV.

## Рођења

### Фебруар
- 23. фебруар — Георг Фридрих Хендл, немачки композитор

### Март
- 12. март — Џорџ Беркли, ирски филозоф (†1753)

### Септембар
- 26. октобар — Доменико Скарлати, италијански композитор. (†1757)